# شیطان شریف
شیطان شریف (به هندی: Shareef Budmaash) فیلمی محصول سال ۱۹۷۳ و به کارگردانی راج خوسلا است. در این فیلم بازیگرانی همچون دو آناند، هما مالینی، آجیت خان، شاتورگان سینها، هلن، سدهیر ایفای نقش کرده‌اند.